# Liste der Baudenkmäler in Grünwald

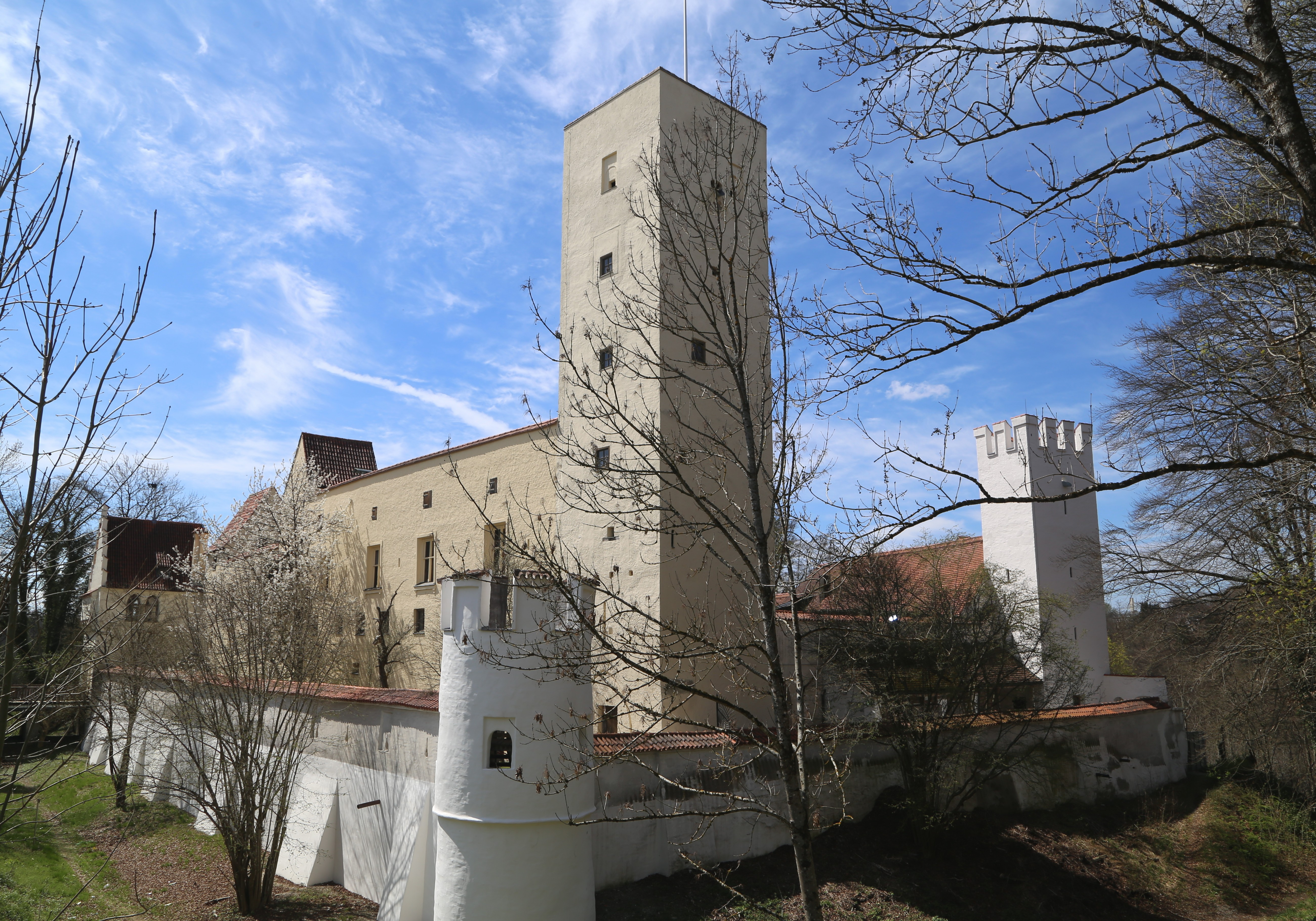
Burg Grünwald

Auf dieser Seite sind die Baudenkmäler in der oberbayerischen Gemeinde Grünwald zusammengestellt. Diese Tabelle ist eine Teilliste der Liste der Baudenkmäler in Bayern. Grundlage ist die Bayerische Denkmalliste, die auf Basis des Bayerischen Denkmalschutzgesetzes vom 1. Oktober 1973 erstmals erstellt wurde und seither durch das Bayerische Landesamt für Denkmalpflege geführt wird. Die folgenden Angaben ersetzen nicht die rechtsverbindliche Auskunft der Denkmalschutzbehörde.

## Ensembles

### Ensemble Ehemalige Schwaige Geiselgasteig

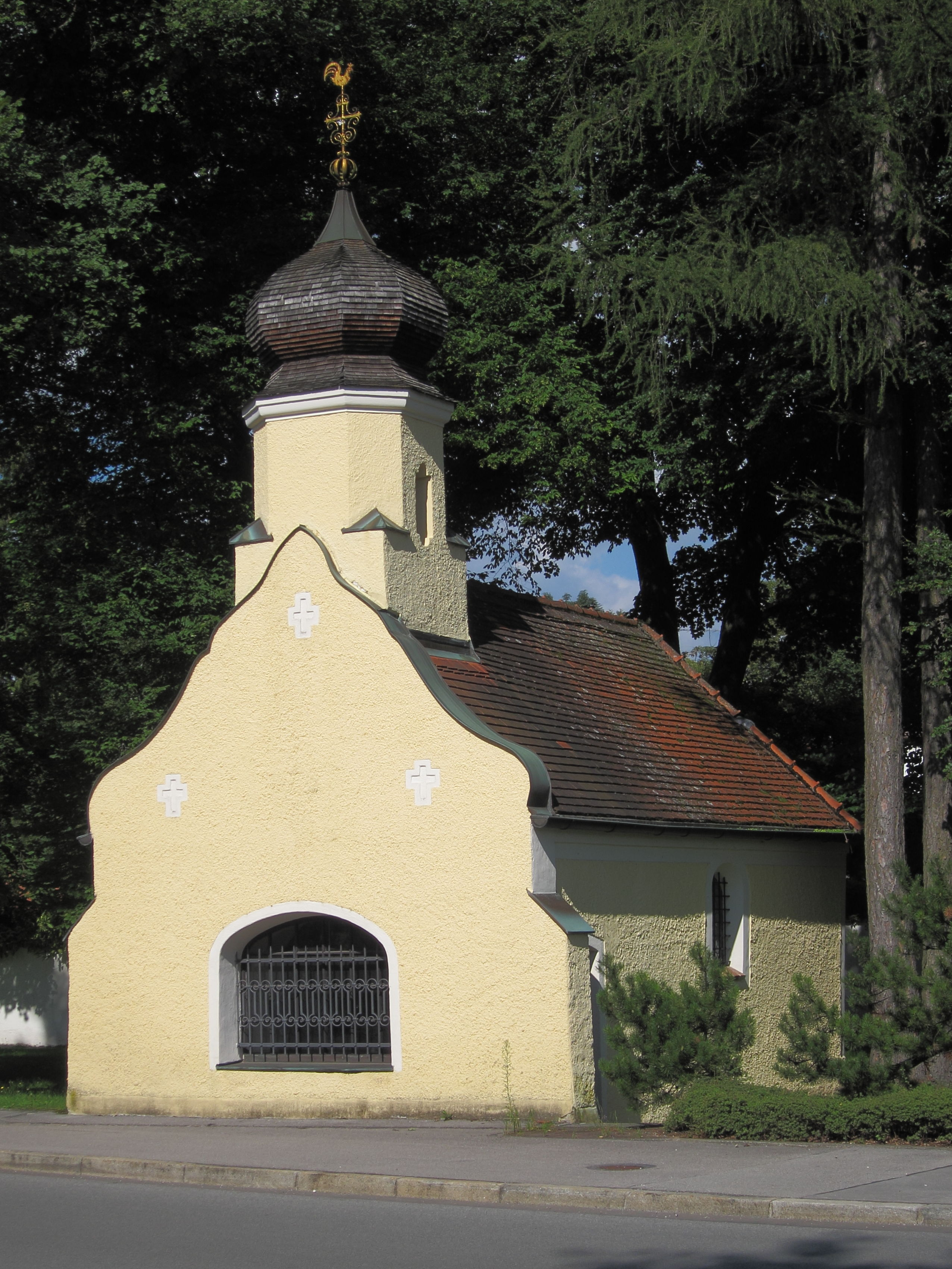
Kapelle Hl. Blut

Die ehemalige Schwaige Geiselgasteig und die zugehörige Kapelle Heilig Blut bilden als ältester bebauter Bereich des Grünwalder Ortsteils Geiselgasteig ein Ensemble. Die erste Erwähnung der Schwaige stammt aus dem 12. Jahrhundert als „Giselngastaie“. Doch schon zuvor dürfte es dort Besiedlungen gegeben haben, wie der Fund von Körpergräbern der frühen Bronzezeit in unmittelbarer Nähe zur Schwaige zeigt. Geiselgasteig ist um 1200 mit fünf Höfen zehentpflichtig zum Kloster Schäftlarn und wird 1426 in herzoglichen Besitz verkauft. Während des Landshuter Erbfolgekrieges brennt Geiselgasteig 1505 nieder. In der Zeit der Verstiftung an Baltasar Rankebacher lässt dieser die Kapelle Heilig Blut 1627 erbauen. In der Kapelle wird 1735 ein neuer Altar geweiht. Zusammen mit weiteren Ansitzen entlang der Isar erhält der kurbayerische Generalleutnant Prinz Friedrich Wilhelm zu Isenburg und Büdingen Geiselgasteig als Ritterlehen. Aus diesem Lehen gelangt es 1828 an den Weinhändler Peter Bader und nur neun Jahre später an den Münchner Oberbaurat Franz Karl Muffat, der ein neues Wohnhaus, Schlösschen genannt, erbaut. Nach dessen Tod 1868 wird der Besitz gerichtlich der Stadt München zugesprochen, die es im gleichen Jahr an den Rittmeister Camille Graf von Seysell d`Aix verkauft. Der Graf lässt das Schlösschen erweitern, Pferde- und Kuhstall, ein Glashaus sowie ein Weißbierbrauhaus und eine Kegelbahn um 1880 neu erbauen und betreibt dort die Gaststätte „Zur Einkehr“. Nach dem Kauf der Heilmann’schen Immobiliengesellschaft 1900 wird der Gastbetrieb weiter ausgebaut, der Pferde- und Kuhstall zum „Großen Restaurationsraum“ und die Scheune in eine offene Restaurationshalle umgebaut. Nach der Eröffnung der Trambahn nach Grünwald mit einer Haltestelle in der Nähe entwickelt sich der Ort zu einem beliebten Ausflugslokal für die Münchner. Die Schwaige Geiselgasteig lag noch bis ins 20. Jahrhundert hinein auf einer weiträumigen Rodungsfläche ganz im Westen, unmittelbar am Isarhang. Seit dem 17. Jahrhundert ist mit dem Bau der Kapelle die kleine Ansiedlung durch den Weg von Harlaching nach Grünwald (heute: Nördliche Münchner Straße) in einen westlichen Bereich mit dem Schwaigeanwesen und den östlichen Bereich der Kapelle geteilt. In der Katasteraufnahme von 1809 besteht die Schwaige aus einem großen Wohnhaus im Süden und einem kleinen Wirtschaftsbau parallel dazu im Norden. Bis zur Mitte des 19. Jahrhunderts hatte sich hieraus ein gutsartiger Hof entwickelt mit einem kleineren Wohnhaus im Süden und drei Wirtschaftsbauten zu den anderen Seiten. Diese Bauten werden bis zum frühen 20. Jahrhundert vollständig ersetzt und eine Umwidmung zugunsten der Gästebewirtung findet statt. Weitere Umbauten finden am Anfang des 20. Jahrhunderts statt. 1922 wird der „Große Restaurationssaal“ an der Ostseite entfernt, um hierdurch einen größeren Wirtsgarten zu gewinnen. Im Verlauf der Zeit werden auch die weiteren Bauten abgebrochen, nur das Haupthaus im Norden bleibt bestehen. Dieses wird 2008/09 umfassend erneuert und zudem neue, erdgeschossige Zubauten errichtet. Der kleine Ort ist in seiner Struktur sowie der Bebauung mit der Kapelle des 17. Jahrhunderts und dem Haupthaus der Gaststätte „Einkehr Geiselgasteig“ von 1880 beiderseits der Straße bis jetzt erhalten. Das Bild der ehemaligen Schwaige bzw. des späteren Ausflugslokals an der Isar wird hierdurch anschaulich vermittelt. Teils umgeben diesen noch Freiflächen, die eine Erinnerung an die ehemalige Schwaige Geiselgasteig aufrechterhalten.
Aktennummer: E-1-84-122-1

### Siedlung Herrenwies

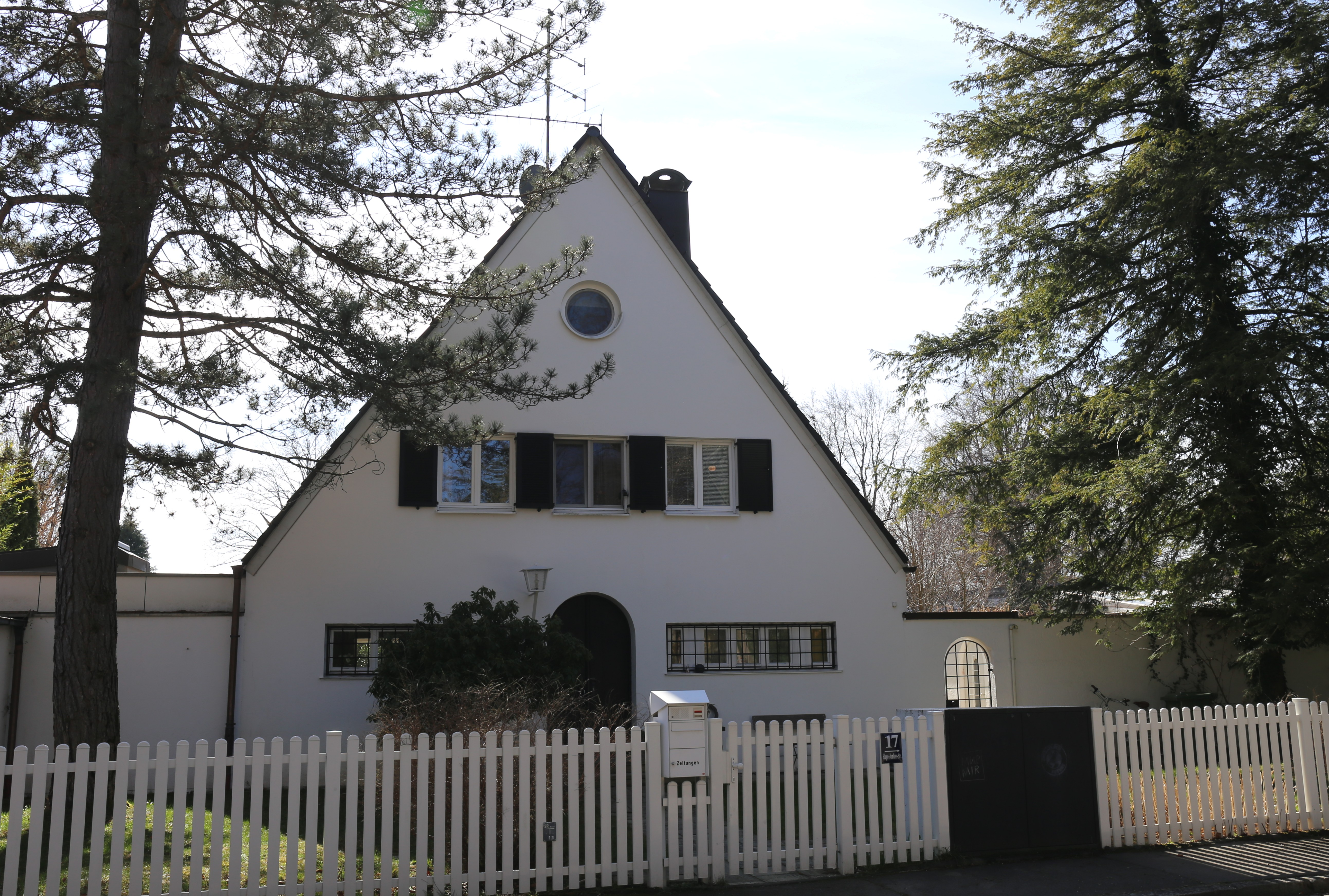
Hugo-Junkers-Straße 17

Die Häusergruppe aus zehn typengleichen Bauten auf der Südseite der Hugo-Junkers-Straße bildet ein Ensemble. Die Anlage entstand als Einheit nach Plänen des Architekten Sep Ruf ab 1934 im Auftrag der Tochter des Ingenieurs Hugo Junkers und deren Ehemanns Hayo Folkerts. Die Bauten sind auf großen Gartengrundstücken an der straßenzugewandten Nordseite gestaffelt angeordnet und miteinander durch Mauerzüge verbunden. Daher verbleiben nach Süden große und abgeschirmte Gärten sowie kleinere, offene Vorgärten zur Straße. Die zehn Häuser sind jeweils eingeschossig mit steilem, doppelgeschossig ausgebauten Dach über quadratischer Grundfläche von zehn Metern Länge. Zur Straße hin sind die Bauten mit kleinen Fenstern versehen und mit Rundfenster im oberen Giebel, zum Garten hin öffnen diese sich mit großen Fenstern und Fenstertüren. Teilweise sind den Gebäuden zur Straße hin Garagen vorgesetzt. Die von Karl Foerster-Bormin gestalteten Gärten weisen zwischen den Bauten mit Pergolen überdachte Sitzplätze entlang der Verbindungsmauern aus, die somit vor Wind und Einblicken geschützt sind. Insbesondere mit ihrer Verbindung von Garten und Wohnhaus sowie den fließenden Übergängen mit geschützten Freisitzen zählt die Häusergruppe zu den modernsten Bauten in ihrer Entstehungszeit. Die Gebäude sind bewusst reduziert gestaltet und ohne Dachüberstände erbaut. Auf jegliches Dekor und das in der Zeit sonst übliche heimatstilige Bauen verzichtete der Architekt Sep Ruf konsequent. Die Häusergruppe bildet ein herausragendes Zeugnis der Architektur der 1930er Jahre unter dem Zwang der Baulenkung der NS-Diktatur. Beeinträchtigend für die Gruppe sind die später bei einigen Bauten angebrachten Dachüberstände sowie Garagenvorbauten. Als Verlust der architektonischen Qualität ist zudem die Bebauung der ehemaligen Freisitze zu nennen.
Aktennummer: E-1-84-122-2

## Baudenkmäler nach Gemeindeteilen

### Grünwald
| Lage                                    | Objekt | Beschreibung | Akten-Nr.              | Bild                                                                         |
| --------------------------------------- | --- | --- | ---------------------- | ---------------------------------------------------------------------------- |
| Am Pfaffengraben 1, 3 (Standort)        | Doppelvilla, bestehend aus zwei parallel angeordneten Gebäuden                                                 | Villa, zweigeschossiger kubischer Baukörper mit Mansardwalmdach und Flacherker, im klassizisierenden Jugendstil, um 1910 Villa, schmaler einachsiger und zweigeschossiger Mansardwalmdachbau, um 1920 Einfriedung, massive Pfeiler mit geschwungener Toreinfahrt, 1910/20 | D-1-84-122-1 Wikidata  | weitere Bilder                                                               |
| Auf der Eierwiese (Standort)            | Ehemalige Hofkapelle, jetzt Wegkapelle St. Johann von Nepomuk                                                  | Kleiner nach Süden gerichteter Putzbau mit leicht eingezogener Apsis, wohl Anfang 19. Jahrhundert; mit Ausstattung, wohl 18. Jahrhundert | D-1-84-122-5 Wikidata  | weitere Bilder                                                               |
| Auf der Eierwiese 5 (Standort)          | Wohnteil des ehemaligen Kleinbauernhauses, sogenannt Beim Peterl oder Kristl                                   | Zweigeschossiger Einfirsthof mit Blockbau-Obergeschoss und umlaufender Laube und flachem Satteldach, 2. Hälfte 18. Jahrhundert, zum Teil neuzeitlich ausgemauert | D-1-84-122-3 Wikidata  | Wohnteil des ehemaligen Kleinbauernhauses, sogenannt Beim Peterl oder Kristl |
| Derbolfinger Platz 2 (Standort)         | Ehemaliges Bauernhaus, sogenannter Schweindlhof                                                                | Zweigeschossige Einfirstanlage mit flachem Satteldach, Wohnteil mit Blockbau-Obergeschoss, umlaufender Laube und Giebellaube, Wirtschaftsteil mit Bundwerk, 1772 | D-1-84-122-6 Wikidata  | Ehemaliges Bauernhaus, sogenannter Schweindlhof                              |
| Forstweg 8 (Standort)                   | Villa, sogenannt Podmaniczky                                                                                   | Gruppenbau mit Satteldach, klassizierendem Eingangsportikus und Zierbundwerk im Obergeschoss, von Gustav Ludwig, 1922/23 | D-1-84-122-30 Wikidata | Villa, sogenannt Podmaniczky                                                 |
| Hirtenweg 15 (Standort)                 | Wohnhaus des Komponisten August Reuß                                                                           | eingeschossiger Mansardsatteldachbau mit Zwerchhäusern, Erkern, offenem Vorzeichen und Zierfachwerk sowie Verschindelung, im Reformstil, vom Architekturbüro Oscar Strelins Nachfolger, 1910 | D-1-84-122-41 Wikidata | BW                                                                           |
| Hubertusstraße 66 (Standort)            | Ehemaliges Atelier- und Wohnhaus des Architekten Sep Ruf                                                       | Erdgeschossiger Flachdachbau über L-förmigem Grundriss, unter Ausbildung von Hof- und Gartenbereichen, Stahlskelettkonstruktion mit gemauerten Wandscheiben aus weiß geschlämmten Sichtziegeln und großen Glasflächen, nach eigenen Plänen errichtet, 1967–1969; Einfriedung, gleichzeitig; Garage, gleichzeitig | D-1-84-122-32 Wikidata | weitere Bilder                                                               |
| Marktplatz (Standort)                   | Kriegerdenkmal für die Gefallenen des Deutsch-Französischen Krieges 1870/71 und des Ersten Weltkrieges 1914/18 | Tuffsteinsockel mit bronzener Kriegerfigur, von Anton Kaindl, 1904 | D-1-84-122-8 Wikidata  | weitere Bilder                                                               |
| Marktplatz (Standort)                   | Lindenbaum, mit Inschriftentafel                                                                               | Zur Erinnerung an die Einsetzung der Bayerischen Verfassung 1808 | D-1-84-122-9 Wikidata  | weitere Bilder                                                               |
| Nördliche Münchner Straße 12 (Standort) | Villa | Zweigeschossiger schlichter Walmdachbau mit zwei asymmetrisch angesetzten erdgeschossigen Flügeln, in neuklassizistischen Formen, für Robert Ley erbaut, von Clemens Klotz, 1936/37; mit Ausstattung Ummauerung mit Ziegelabdeckung, gleichzeitig | D-1-84-122-29 Wikidata | weitere Bilder                                                               |
| Nördliche Münchner Straße 28 (Standort) | Villa, sogenannt Lindner                                                                                       | Zweigeschossiger Walmdachbau über hohem Sockel, Gartenfront mit Loggia und Freitreppe, in historisierenden Formen, von August Brüchle, 1910/11 Toreinfahrt, massiv, gleichzeitig | D-1-84-122-28 Wikidata | weitere Bilder                                                               |
| Rathausstraße 6 (Standort)              | Inschrifttafel                                                                                                 | Aus Solnhofer Stein, bezeichnet mit „1810“ | D-1-84-122-10 Wikidata | Inschrifttafel                                                               |
| Rathausstraße 10 (Standort)             | Ehemaliges Bauernhaus, sogenannt Beim Freibauer                                                                | Zweigeschossige Einfirstanlage mit flachem Satteldach und Wohnteil mit Blockbau-Obergeschoss und umlaufender Laube, 2. Hälfte 18. Jahrhundert | D-1-84-122-11 Wikidata | weitere Bilder                                                               |
| Tölzer Straße 4 (Standort)              | Ehemaliges Bauernhaus und Schmiede, sogenannt Beim Schmied                                                     | Verputzter zweigeschossiger Einfirsthof mit Krüppelwalmdach und verbrettertem Giebel, wohl Anfang 19. Jahrhundert | D-1-84-122-12 Wikidata | weitere Bilder                                                               |
| Zeillerstraße 1 (Standort)              | Gasthaus und Hotel, sogenanntes Schlosshotel                                                                   | Zweiflügelige zweigeschossige Anlage mit quergestelltem Eingangsvorbau, steilen Satteldächern und Fassadenmalerei, nach Brand im Heimatstil 1912 erneuert | D-1-84-122-13 Wikidata | weitere Bilder                                                               |
| Zeillerstraße 2 (Standort)              | St. Peter und Paul                                                                                             | Ehemals katholische Pfarrkirche, jetzt Kriegergedächtnisstätte, kleiner spätgotischer Saalbau mit eingezogenem quadratischen Chor und wuchtigem Flankenturm, 2. Hälfte 15. Jahrhundert, später mehrfach verändert, 1938/39 mit dem nördlichen Neubau verbunden Im ehemaligen Friedhof sowohl drei schmiedeeiserne und zwei steinerne Grabkreuze als auch ein Grabstein, 18. Jahrhundert                                  | D-1-84-122-14 Wikidata | weitere Bilder                                                               |
| Zeillerstraße 3 (Standort)              | Burg Grünwald                                                                                                  | Unregelmäßige spätmittelalterliche Rechteckanlage: Osttrakt mit spätgotischem Torturm, 1487 Pflegerwohnung mit eingestelltem kleinem Turm und Glöcklturm, 1487, nach 1879 Ausbau, sowie großem Turm (Nordostecke) Westtrakt mit kleinem Turm, Kasernen- und Küchenbau, 1487, Ausbau 1698 und nach 1879 Rest des Palas im Südteil der Burg, wohl 13. Jahrhundert Zwingergraben, -mauer und Rundturm, 1497 mit Wallanlagen | D-1-84-122-15 Wikidata | weitere Bilder                                                               |

### Geiselgasteig
| Lage                                                          | Objekt                                           | Beschreibung | Akten-Nr.              | Bild                                             |
| ------------------------------------------------------------- | ------------------------------------------------ | --- | ---------------------- | ------------------------------------------------ |
| Gabriel-von-Seidl-Straße 2 (Standort)                         | Wohnhaus                                         | ehemals für Otto Falckenberg, zweigeschossiger geschlämmter Backsteinbau mit steilem Satteldach, durch einen erdgeschossigen Gang mit dem Atelierhaus verbunden, von Sep Ruf im Stil der Neuen Sachlichkeit, 1936 | D-1-84-122-16 Wikidata | Wohnhaus                                         |
| Gabriel-von-Seidl-Straße 41 (Standort)                        | Ehemalige Remise der benachbarten Villa (Nr. 41) | Zweigeschossiger Walmdachbau mit Unterfahrt und symmetrischen Anbauten, 1920/30, neuzeitlich ausgebaut | D-1-84-122-17 Wikidata | Ehemalige Remise der benachbarten Villa (Nr. 41) |
| Gabriel-von-Seidl-Straße 41 a (Standort)                      | Villa Larisch                                    | Mehrgeschossiger Bau im Stil des französischen Neubarock mit Mansardwalmdach und symmetrischen Pavillonanbauten, von Carl Jäger und Peter Birkenholz, 1922/23 Einfriedung, massiv, gleichzeitig | D-1-84-122-18 Wikidata | Villa Larisch                                    |
| Gereutstraße 2 b (Standort)                                   | Wohnhaus                                         | Erdgeschossiges schlichtes Einfamilienhaus mit Atelier und Satteldach, von Otto Weinert für sich selbst, 1958/59 | D-1-84-122-33 Wikidata | Wohnhaus                                         |
| Hugo-Junkers-Straße 3, 5, 7, 9, 11, 13, 15, 17, 19 (Standort) | Einfamilienhausgruppe                            | sog. Herrenwies bzw. Junkers-Siedlung, neun Gebäude einer einheitlichen Baugruppe aus zehn typengleichen Häusern, giebelständig angeordnete erdgeschossige Satteldachbauten ohne Dachüberstand, die mittigen Rundbogeneingänge von bandartig zusammengefassten Fenstern flankiert, Rundfenster im ausgebauten Dachgeschoss; durch Mauern, Vorgärten und Garagen städtebaulich zusammengefasst; mit Pergolafreisitzen und nach Süden anschließenden Gärten; von Sep Ruf, 1934–36 | D-1-84-122-31          | weitere Bilder                                   |
| Ludwig-Thoma-Platz 5 (Standort)                               | Evangelisch-Lutherische Thomaskirche             | Schlichter Saalbau mit dreiseitigem Chorabschluss und wuchtigem Westturm, Backstein geschlämmt, im Stil der Neuen Sachlichkeit, von Delisle und Ingwersen, 1931/32; mit Ausstattung Einfriedung, massiv, gleichzeitig | D-1-84-122-19 Wikidata | weitere Bilder                                   |
| Nördliche Münchner Straße 15 (Standort)                       | Kapelle Hl. Blut                                 | Kleiner barocker Saalbau mit dreiseitigem Chorabschluss, geschwungenem Westgiebel und massivem Dachreiter mit Zwiebelhaube, 1627; mit Ausstattung | D-1-84-122-20 Wikidata | weitere Bilder                                   |
| Robert-Koch-Straße 10 (Standort)                              | Villa                                            | Eingeschossiger Walmdachbau mit sehr hohem Erdgeschoss, Mezzanin und Dreiecksgiebeln, Eingangsvorbau mit Freitreppe, von Eduard Thom in modern klassizisierend Formen, 1927 | D-1-84-122-21 Wikidata | weitere Bilder                                   |
| Robert-Koch-Straße 33 (Standort)                              | Villa                                            | Zweigeschossiger Putzbau mit Walmdach und seitlichem Anbau, in Formen des späten Jugendstils, von Hans Noris, 1912 Toreinfahrt, gleichzeitig | D-1-84-122-22 Wikidata | weitere Bilder                                   |
| Robert-Koch-Straße 34 (Standort)                              | Villa                                            | Zweigeschossiger Putzbau mit Walmdach und Runderker, in klassizisierenden Formen, 1927 | D-1-84-122-23 Wikidata | weitere Bilder                                   |
| Robert-Koch-Straße 43 (Standort)                              | Villa Melbach                                    | Zweigeschossiger Mansardwalmdachbau mit offenem Belvedere, gartenseitigem Polygonalerker und Terrasse, in klassizisierendem Jugendstil mit Elementen des Heimatstils Nebengebäude, erdgeschossiger Walmdachbau mit weit vorkragendem Dach Toreinfahrt, massiv mit kleinen Walmdächern und Voluten Zugehöriger Garten, symmetrische Anlage mit Zierbeeten, Brunnenanlage und Wegesystem; von Johann Mund, 1913/14 (Villa nach Kriegsschäden von 1943 wiederhergestellt)          | D-1-84-122-24 Wikidata | weitere Bilder                                   |

### Sauschütt
| Lage                            | Objekt                                           | Beschreibung                                                        | Akten-Nr.     | Bild           |
| ------------------------------- | ------------------------------------------------ | ------------------------------------------------------------------- | ------------- | -------------- |
| Distrikt X Sauschütt (Standort) | Ehemaliges Jagdhaus für Königin Marie von Bayern | erdgeschossiger Pavillonbau mit Zeltdach und Eingangshäuschen, 1863 | D-1-84-122-25 | weitere Bilder |

### Wörnbrunn
| Lage                   | Objekt                                          | Beschreibung                                                                         | Akten-Nr.              | Bild                                 |
| ---------------------- | ----------------------------------------------- | ------------------------------------------------------------------------------------ | ---------------------- | ------------------------------------ |
| Wörnbrunn 1 (Standort) | Ehemaliges Forstamt Wörnbrunn, jetzt Gaststätte | Langgestreckter zweigeschossiger Walmdachbau mit Putzgliederung, 17./18. Jahrhundert | D-1-84-122-26 Wikidata | weitere Bilder                       |
| Wörnbrunn 1 (Standort) | Brunnhaus des ehemaligen Forsthauses            | Kubischer Walmdachbau, 17./18. Jahrhundert                                           | D-1-84-122-27 Wikidata | Brunnhaus des ehemaligen Forsthauses |

## Abgegangene Baudenkmäler
In diesem Abschnitt sind Objekte aufgeführt, die früher einmal in der Denkmalliste eingetragen waren, jetzt aber nicht mehr existieren, z. B. weil sie abgebrochen wurden. Aktennummern in diesem Abschnitt sind ehemalige, jetzt nicht mehr gültige Aktennummern.
| Lage                                     | Objekt                | Beschreibung | Akten-Nr.             | Bild           |
| ---------------------------------------- | --------------------- | --- | --------------------- | -------------- |
| Grünwald Auf der Eierwiese 10 (Standort) | Blockbaureste         | Am Obergeschoss, 2. Hälfte 18. Jahrhundert | D-1-84-122-2 Wikidata | Blockbaureste  |
| Grünwald Staatsstraße 2572 (Standort)    | Grünwalder Isarbrücke | Eisenbetonbogenbrücke in Monierbauweise, erbaut 1903/04, der rechte Bogen im April 1945 gesprengt und 1949 in alter Form wiedererstellt; 2000 durch einen dem Original nachempfundenen Neubau ersetzt |                       | weitere Bilder |